# Nesydrion fuscum
Nesydrion fuscum is een insect uit de familie van de Nymphidae, die tot de orde netvleugeligen (Neuroptera) behoort. 
Nesydrion fuscum is voor het eerst wetenschappelijk beschreven door Gerstäcker in 1885.